# Francisco Calvo
Pour les articles homonymes, voir Calvo.
Francisco Calvo est un footballeur international costaricien né le 8 juillet 1992 à San José. Il joue au poste de défenseur central au Al-Ettifaq FC.

## Biographie
Alors qu'il est capitaine de l'équipe, Calvo est transféré au Fire de Chicago le 3 mai 2019 en retour d'une allocation monétaire.
Le 7 juillet 2022, le transfert de Calvo à Konyaspor est annoncé par les Earthquakes de San José.
Le 3 novembre 2022, il est sélectionné par Luis Fernando Suárez pour participer à la Coupe du monde 2022.

## Palmarès
- Champion du Costa Rica en 2012 (Clausura)